# روبرت هامبسون
روبرت هامبسون (بالإنجليزية: Robert Hampson)‏ هو ملحن وموسيقي بريطاني، ولد في 10 يونيو 1965 في بروملي ‏ في المملكة المتحدة.

## وصلات خارجية
- روبرت هامبسون على موقع ميوزك برينز (الإنجليزية)
- روبرت هامبسون على موقع ديسكوغز (الإنجليزية)